# Puidebroeken
De Puidebroeken is een natuurgebied van 14,5 hectare, gelegen in de West-Vlaamse gemeente Middelkerke, tussen de plaatsen Wilskerke en Leffinge. Het gebied wordt beheerd door Natuurpunt.
De Puidebroeken maken deel uit van het West-Vlaams poldergebied. Het gebied ontstond doordat na de Eerste Wereldoorlog klei werd afgegraven ten behoeve van de baksteenindustrie. Daardoor kwam het gebied laag te liggen. De bovengrond werd op hopen gelegd, die ook nu nog een zeker reliëf vormen. De afgegraven delen werden tot drassige weiden. Het regenwater kan immers niet wegstromen vanwege de kleilagen in de bodem.
Van de insecten kunnen gouden sprinkhaan, kustsprinkhaan, greppelsprinkhaan, hooibeestje, bruin blauwtje, bruin zandoogje en oranje zandoogje worden genoemd. Op de zwak zilte bodem komt zilte rus voor.
Het gebied wordt extensief begraasd. Het is niet toegankelijk.